# Elecciones municipales de 2019 en Fuerteventura
El 26 de mayo de 2019 se celebraron elecciones municipales en los 6 municipios de la isla canaria de Fuerteventura. Ese día también se celebraron elecciones al Cabildo de Fuerteventura, al Parlamento de Canarias y al Parlamento Europeo.

## Resumen de alcaldías
| Municipio                                                                           | Con | 2019                                    | 2020                                    | 2021                                    | 2022                                    | 2023                                    |
| ----------------------------------------------------------------------------------- | --- | --------------------------------------- | --------------------------------------- | --------------------------------------- | --------------------------------------- | --------------------------------------- |
| Puerto del Rosario                                                                  | 21  | Juan Jiménez (PSOE-NCa/AMF-AEPR-Cs-UP)  | Juan Jiménez (PSOE-NCa/AMF-AEPR-Cs-UP)  | Juan Jiménez (PSOE-NCa/AMF-AEPR-Cs-UP)  | Juan Jiménez (PSOE-NCa/AMF-AEPR-Cs-UP)  | Juan Jiménez (PSOE-NCa/AMF-AEPR-Cs-UP)  |
| La Oliva                                                                            | 21  | Isaí Blanco (CC-GN-NCa)                 | Pilar González (GN-EM-PSOE)             | Pilar González (GN-EM-PSOE)             | Pilar González (GN-EM-PSOE)             | Pilar González (GN-EM-PSOE)             |
| Pájara                                                                              | 21  | Pedro Armas (AMF-PSOE*) (AMF-CC-PP-NCa) | Pedro Armas (AMF-PSOE*) (AMF-CC-PP-NCa) | Pedro Armas (AMF-PSOE*) (AMF-CC-PP-NCa) | Pedro Armas (AMF-PSOE*) (AMF-CC-PP-NCa) | Pedro Armas (AMF-PSOE*) (AMF-CC-PP-NCa) |
| Antigua                                                                             | 17  | Matias Peña (ALxAN-CC-NCa/AMF)          | Matias Peña (ALxAN-CC-NCa/AMF)          | Matias Peña (ALxAN-CC-NCa/AMF)          | Matias Peña (ALxAN-CC-NCa/AMF)          | Matias Peña (ALxAN-CC-NCa/AMF)          |
| Tuineje                                                                             | 17  | C. Umpierrez (CC-PP)                    | Esther Hernández (PP-AMF-PSOE)          | Esther Hernández (PP-AMF-PSOE)          | Esther Hernández (PP-AMF-PSOE)          | Esther Hernández (PP-AMF-PSOE)          |
| Betancuria                                                                          | 7   | Marcelino Cerdeña (UPBE)                | Marcelino Cerdeña (UPBE)                | Marcelino Cerdeña (UPBE)                | Marcelino Cerdeña (UPBE)                | Marcelino Cerdeña (UPBE)                |
| (*): Inicialmente AMF gobernó con el PSOE en Pájara. Las alianzas cambiaron en 2021 |     |                                         |                                         |                                         |                                         |                                         |

## Antigua
|                       | Candidatura | Candidatura                                                     | Votos | %                               | Concejales                      |
| --------------------- | ----------- | --------------------------------------------------------------- | ----- | ------------------------------- | ------------------------------- |
| Antigua 17 concejales |             | Alternativa por Antigua (ALxAN)                                 | 996   | 25,96                           | 5                               |
| Antigua 17 concejales |             | Partido Popular (PP)                                            | 775   | 20,20                           | 4                               |
| Antigua 17 concejales |             | Coalición Canaria-Partido Nacionalista Canario (CC-PNC)         | 525   | 13,68                           | 2                               |
| Antigua 17 concejales |             | Partido Socialista Obrero Español (PSOE)                        | 472   | 12,30                           | 2                               |
| Antigua 17 concejales |             | Nueva Canarias-Asambleas Municipales de Fuerteventura (NCa-AMF) | 360   | 9,38                            | 2                               |
| Antigua 17 concejales |             | Ciudadanos (Cs)                                                 | 280   | 7,30                            | 1                               |
| Antigua 17 concejales |             | Podemos Equo (PODEMOS EQUO)                                     | 211   | 5,50                            | 1                               |
| Antigua 17 concejales |             | Gana Fuerteventura (PPMAJO-UP Majorero)                         | 93    | 2,42                            |                                 |
| Antigua 17 concejales |             | Contigo Somos Democracia                                        | 50    | 1,30                            |                                 |
| Antigua 17 concejales |             | Partido de Fuerteventura                                        | 34    | 0,89                            |                                 |
| Antigua 17 concejales | En blanco   | En blanco                                                       | 41    | 1,07                            |                                 |
| Antigua 17 concejales | Votos nulos | Votos nulos                                                     | 58    | Participación: \| \| 57,30 % \| | Participación: \| \| 57,30 % \| |
| Antigua 17 concejales | Votantes    | Votantes                                                        | 3 895 | Participación: \| \| 57,30 % \| | Participación: \| \| 57,30 % \| |
|                       | 57,30 %     |                                                                 |       |                                 |                                 |

## Betancuria
|                         | Candidatura | Candidatura                                             | Votos | %                               | Concejales                      |
| ----------------------- | ----------- | ------------------------------------------------------- | ----- | ------------------------------- | ------------------------------- |
| Betancuria 7 concejales |             | Unidos Por Betancuria (UPBE)                            | 299   | 61,02                           | 5                               |
| Betancuria 7 concejales |             | Coalición Canaria-Partido Nacionalista Canario (CC-PNC) | 159   | 32,45                           | 2                               |
| Betancuria 7 concejales |             | Partido Socialista Obrero Español (PSOE)                | 23    | 4,69                            |                                 |
| Betancuria 7 concejales |             | Gana Fuerteventura (PPMAJO-UP Majorero)                 | 9     | 1,84                            |                                 |
| Betancuria 7 concejales | En blanco   | En blanco                                               | -     | 0                               |                                 |
| Betancuria 7 concejales | Votos nulos | Votos nulos                                             | 2     | Participación: \| \| 82,00 % \| | Participación: \| \| 82,00 % \| |
| Betancuria 7 concejales | Votantes    | Votantes                                                | 492   | Participación: \| \| 82,00 % \| | Participación: \| \| 82,00 % \| |
|                         | 82,00 %     |                                                         |       |                                 |                                 |

## La Oliva
|                        | Candidatura | Candidatura                                                     | Votos | %                               | Concejales                      |
| ---------------------- | ----------- | --------------------------------------------------------------- | ----- | ------------------------------- | ------------------------------- |
| La Oliva 21 concejales |             | Coalición Canaria-Partido Nacionalista Canario (CC-PNC)         | 1 683 | 24,59                           | 7                               |
| La Oliva 21 concejales |             | En Marcha                                                       | 1 160 | 16,95                           | 4                               |
| La Oliva 21 concejales |             | Partido Socialista Obrero Español (PSOE)                        | 1 106 | 16,16                           | 4                               |
| La Oliva 21 concejales |             | Gana Fuerteventura (PPMAJO-UP Majorero)                         | 868   | 12,68                           | 3                               |
| La Oliva 21 concejales |             | Nueva Canarias-Asambleas Municipales de Fuerteventura (NCa-AMF) | 434   | 6,34                            | 1                               |
| La Oliva 21 concejales |             | Podemos Equo (PODEMOS EQUO)                                     | 416   | 6,08                            | 1                               |
| La Oliva 21 concejales |             | Partido Popular (PP)                                            | 412   | 6,02                            | 1                               |
| La Oliva 21 concejales |             | Ciudadanos (Cs)                                                 | 256   | 3,74                            |                                 |
| La Oliva 21 concejales |             | Votemos                                                         | 233   | 3,40                            |                                 |
| La Oliva 21 concejales |             | Contigo Somos Democracia                                        | 200   | 2,92                            |                                 |
| La Oliva 21 concejales | En blanco   | En blanco                                                       | 77    | 1,12                            |                                 |
| La Oliva 21 concejales | Votos nulos | Votos nulos                                                     | 85    | Participación: \| \| 51,04 % \| | Participación: \| \| 51,04 % \| |
| La Oliva 21 concejales | Votantes    | Votantes                                                        | 6 930 | Participación: \| \| 51,04 % \| | Participación: \| \| 51,04 % \| |
|                        | 51,04 %     |                                                                 |       |                                 |                                 |

## Pájara
|                      | Candidatura | Candidatura                                                     | Votos | %                               | Concejales                      |
| -------------------- | ----------- | --------------------------------------------------------------- | ----- | ------------------------------- | ------------------------------- |
| Pájara 21 concejales |             | Partido Socialista Obrero Español (PSOE)                        | 2 220 | 34,80                           | 8                               |
| Pájara 21 concejales |             | Coalición Canaria-Partido Nacionalista Canario (CC-PNC)         | 1 779 | 27,88                           | 7                               |
| Pájara 21 concejales |             | Nueva Canarias-Asambleas Municipales de Fuerteventura (NCa-AMF) | 873   | 13,68                           | 3                               |
| Pájara 21 concejales |             | Partido Popular (PP)                                            | 560   | 8,78                            | 2                               |
| Pájara 21 concejales |             | Podemos Equo (PODEMOS EQUO)                                     | 380   | 5,96                            | 1                               |
| Pájara 21 concejales |             | Gana Fuerteventura (PPMAJO-UP Majorero)                         | 225   | 3,53                            |                                 |
| Pájara 21 concejales |             | Ciudadanos (Cs)                                                 | 169   | 2,65                            |                                 |
| Pájara 21 concejales |             | Contigo Somos Democracia                                        | 118   | 1,85                            |                                 |
| Pájara 21 concejales | En blanco   | En blanco                                                       | 56    | 0,88                            |                                 |
| Pájara 21 concejales | Votos nulos | Votos nulos                                                     | 102   | Participación: \| \| 52,63 % \| | Participación: \| \| 52,63 % \| |
| Pájara 21 concejales | Votantes    | Votantes                                                        | 6 482 | Participación: \| \| 52,63 % \| | Participación: \| \| 52,63 % \| |
|                      | 52,63 %     |                                                                 |       |                                 |                                 |

## Puerto del Rosario
|                                  | Candidatura | Candidatura                                                     | Votos  | %                               | Concejales                      |
| -------------------------------- | ----------- | --------------------------------------------------------------- | ------ | ------------------------------- | ------------------------------- |
| Puerto del Rosario 21 concejales |             | Partido Socialista Obrero Español (PSOE)                        | 2 904  | 19,95                           | 5                               |
| Puerto del Rosario 21 concejales |             | Coalición Canaria-Partido Nacionalista Canario (CC-PNC)         | 2 539  | 17,44                           | 4                               |
| Puerto del Rosario 21 concejales |             | Partido Popular (PP)                                            | 2 001  | 13,75                           | 3                               |
| Puerto del Rosario 21 concejales |             | Nueva Canarias-Asambleas Municipales de Fuerteventura (NCa-AMF) | 1 433  | 9,84                            | 2                               |
| Puerto del Rosario 21 concejales |             | Agrupación Electoral Vecinos de Puerto del Rosario (AEPR)       | 1 149  | 7,89                            | 2                               |
| Puerto del Rosario 21 concejales |             | Ciudadanos (Cs)                                                 | 1 132  | 7,78                            | 2                               |
| Puerto del Rosario 21 concejales |             | Podemos Equo (PODEMOS EQUO)                                     | 1 095  | 7,52                            | 2                               |
| Puerto del Rosario 21 concejales |             | Gana Fuerteventura (PPMAJO-UP Majorero)                         | 734    | 5,04                            | 1                               |
| Puerto del Rosario 21 concejales |             | Vecinos por Puerto (AGPV)                                       | 616    | 4,23                            |                                 |
| Puerto del Rosario 21 concejales |             | Vox (VOX)                                                       | 535    | 3,68                            |                                 |
| Puerto del Rosario 21 concejales |             | Partido Socialista Libre Federación (PSLF)                      | 137    | 0,94                            |                                 |
| Puerto del Rosario 21 concejales |             | Contigo Somos Democracia                                        | 104    | 0,71                            |                                 |
| Puerto del Rosario 21 concejales | En blanco   | En blanco                                                       | 178    | 1,22                            |                                 |
| Puerto del Rosario 21 concejales | Votos nulos | Votos nulos                                                     | 335    | Participación: \| \| 53,74 % \| | Participación: \| \| 53,74 % \| |
| Puerto del Rosario 21 concejales | Votantes    | Votantes                                                        | 14 892 | Participación: \| \| 53,74 % \| | Participación: \| \| 53,74 % \| |
|                                  | 53,74 %     |                                                                 |        |                                 |                                 |

## Tuineje
|                       | Candidatura | Candidatura                                             | Votos | %                               | Concejales                      |
| --------------------- | ----------- | ------------------------------------------------------- | ----- | ------------------------------- | ------------------------------- |
| Tuineje 17 concejales |             | Coalición Canaria-Partido Nacionalista Canario (CC-PNC) | 1 629 | 25,11                           | 5                               |
| Tuineje 17 concejales |             | Partido Popular (PP)                                    | 1 400 | 21,58                           | 4                               |
| Tuineje 17 concejales |             | Asambleas Municipales de Fuerteventura (AMF)            | 1 294 | 19,94                           | 4                               |
| Tuineje 17 concejales |             | Partido Socialista Obrero Español (PSOE)                | 1 281 | 19,74                           | 4                               |
| Tuineje 17 concejales |             | Nueva Canarias (NCa)                                    | 320   | 4,93                            |                                 |
| Tuineje 17 concejales |             | Gana Fuerteventura (PPMAJO-UP Majorero)                 | 299   | 4,61                            |                                 |
| Tuineje 17 concejales |             | Ciudadanos (Cs)                                         | 124   | 1,91                            |                                 |
| Tuineje 17 concejales |             | Partido de Fuerteventura                                | 61    | 0,94                            |                                 |
| Tuineje 17 concejales | En blanco   | En blanco                                               | 80    | 1,23                            |                                 |
| Tuineje 17 concejales | Votos nulos | Votos nulos                                             | 123   | Participación: \| \| 61,64 % \| | Participación: \| \| 61,64 % \| |
| Tuineje 17 concejales | Votantes    | Votantes                                                | 6 611 | Participación: \| \| 61,64 % \| | Participación: \| \| 61,64 % \| |
|                       | 61,64 %     |                                                         |       |                                 |                                 |